# Одинцовський міський округ
Одинцо́вський райо́н — муніципальний район в Росії, в складі Московської області.

## Адміністративний поділ
До складу району входять 16 поселень — 7 міських та 9 сільських:
| Поселення                         | Площа, км² | Населення, осіб (2006) | Центр          | Населені пункти |
| --------------------------------- | ---------- | ---------------------- | -------------- | --------------- |
| Великовязьомське міське поселення | 23,1       | 12366                  | Великі Вязьоми | 5               |
| Голіцинське міське поселення      | 84,8       | 17253                  | Голіцино       | 7               |
| Заріченське міське поселення      | 2,7        | 5110                   | Заріччя        | 1               |
| Кубинське міське поселення        | 225,2      | 29493                  | Кубинка        | 24              |
| Лісногородське міське поселення   | 11,8       | 7133                   | Лісний Городок | 4               |
| Новоівановське міське поселення   | 14,8       | 6632                   | Новоівановське | 5               |
| Одинцовське міське поселення      | 62,0       | 139484                 | Одинцово       | 20              |
| Барвихинське сільське поселення   | 50,0       | 7605                   | Барвиха        | 12              |
| Горське сільське поселення        | 26,5       | 3676                   | Горки-2        | 6               |
| Єршовське сільське поселення      | 360,7      | 9367                   | Єршово         | 46              |
| Жаворонковське сільське поселення | 60,8       | 7879                   | Жаворонки      | 14              |
| Захаровське сільське поселення    | 68,3       | 6214                   | Літній Отдих   | 15              |
| Назар'євське сільське поселення   | 45,6       | 3541                   | Матвейково     | 14              |
| Нікольське сільське поселення     | 131,6      | 13079                  | Старий Городок | 30              |
| Успенське сільське поселення      | 52,0       | 9824                   | Успенське      | 14              |
| Часцівське сільське поселення     | 69,9       | 7476                   | Часці          | 19              |

## Найбільші населені пункти
| №  | Населений пункт         | Населення, осіб (2006) |
| -- | ----------------------- | ---------------------- |
| 1  | Одинцово                | 134 844                |
| 2  | Кубинка                 | 26 158                 |
| 3  | Голіцино                | 16 189                 |
| 4  | Великі Вязьоми          | 11 162                 |
| 5  | Старий Городок          | 6 425                  |
| 6  | Горки-10                | 6 291                  |
| 7  | Новоівановське          | 5 691                  |
| 8  | Заріччя                 | 5 110                  |
| 9  | Лісний Городок          | 5 098                  |
| 10 | Барвиха                 | 4 228                  |
| 11 | Часці                   | 4 009                  |
| 12 | Горки-2                 | 3 167                  |
| 13 | Санаторій імені Герцена | 2 990                  |
| 14 | Жаворонки               | 2 923                  |
| 15 | Літній Отдих            | 2 545                  |
| 16 | Назар'єво               | 2 500                  |
| 17 | Єршово                  | 2 412                  |
| 18 | Саввинська Слобода      | 2 164                  |
| 19 | Чупряково               | 1 951                  |
| 20 | Німчиновка              | 1 749                  |
| 21 | Лікино                  | 1 649                  |
| 22 | Каринське               | 1 643                  |
| 23 | Шарапово                | 1 601                  |
| 24 | ВНІІССОК                | 1 543                  |
| 25 | Гар-Покровське          | 1 538                  |
| 26 | Хлюпино                 | 1 502                  |
| 27 | Юдино                   | 1 323                  |
| 28 | Конезавод               | 1 228                  |
| 29 | Сосни                   | 1 215                  |
| 30 | Фуньково                | 1 189                  |
| 31 | Малі Вязьоми            | 1 053                  |